# 元嘉 (东汉)
元嘉（151年-153年五月）是东汉皇帝汉桓帝刘志的第三个年号。汉朝使用这个年号时间共计3年。元嘉三年五月改元永兴元年。

## 纪年
| 元嘉 | 元年  | 二年  | 三年  |
| ---- | ----- | ----- | ----- |
| 公元 | 151年 | 152年 | 153年 |
| 干支 | 辛卯  | 壬辰  | 癸巳  |

## 参看
- 中国年号列表
- 其他时期使用的元嘉年号

| 前一年號： 和平 | 中国年号 | 下一年號： 永兴 |